# Barbaracurus sofomarensis
Espèce
Synonymes
- Babycurus sofomarensis Kovařík, Lowe, Seiter, Plíšková & Šťáhlavský, 2015

Barbaracurus sofomarensis est une espèce de scorpions de la famille des Buthidae.

## Distribution
Cette espèce est endémique de la région d'Oromia en Éthiopie. Elle se rencontre dans les zones Arsi et dans la Mirab Hararghe.

## Description
La femelle holotype mesure 46 mm et les mâles paratypes 32,37 mm et 34,7 mm.

## Systématique et taxinomie
Cette espèce a été décrite sous le protonyme Babycurus sofomarensis par Kovařík, Lowe, Seiter, Plíšková et Šťáhlavský en 2015. Elle est placée dans le genre Barbaracurus par Kovařík, Lowe et Šťáhlavský en 2018.

## Étymologie
Son nom d'espèce, composé de sofomar et du suffixe latin -ensis, « qui vit dans, qui habite », lui a été donné en référence au lieu de sa découverte, Sof Omar.

## Publication originale
- Kovařík, Lowe, Seiter, Plíšková & Šťáhlavský, 2015 : « Scorpions of Ethiopia (Arachnida: Scorpiones). Part II. Genus Babycurus Karsch, 1886 (Buthidae), with description of two new species. » Euscorpius, no 196, p. 1-31 (texte intégral).